# Калугерица (дем Лерин)
Вижте пояснителната страница за други значения на Калугерица.
Калугерица (на гръцки: Καλογερίτσα, Калогерица) е село в Егейска Македония, Република Гърция, в дем Лерин (Флорина), област Западна Македония с 5 жители (2001).

## География
Селото е разположено на 6 километра югозападно от демовия център Лерин (Флорина), в източните склонове на Нередската планина (Вярно).

## История
Селото се споменава още в XV век в османски документи като хас с 23 семейства на Мустафа бей, син на Тургут бей. Калугерица първоначално представлява колиби към християнското село Търсие. Името му произлиза от разрушения манастир в околностите му.
Населението на селото в периода 1913 – 1928 година достига до 130 жители. По-голямата част от местните жители са с антигръцко и неизяснено съзнание по данни на държавната сигурност. Демографското развитие на селото не се повлиява от Гражданската война.

### Преброявания
- 1920 – 114 души
- 1961 – 171 души
- 1971 – 41 души